# Turobin (gemeente)

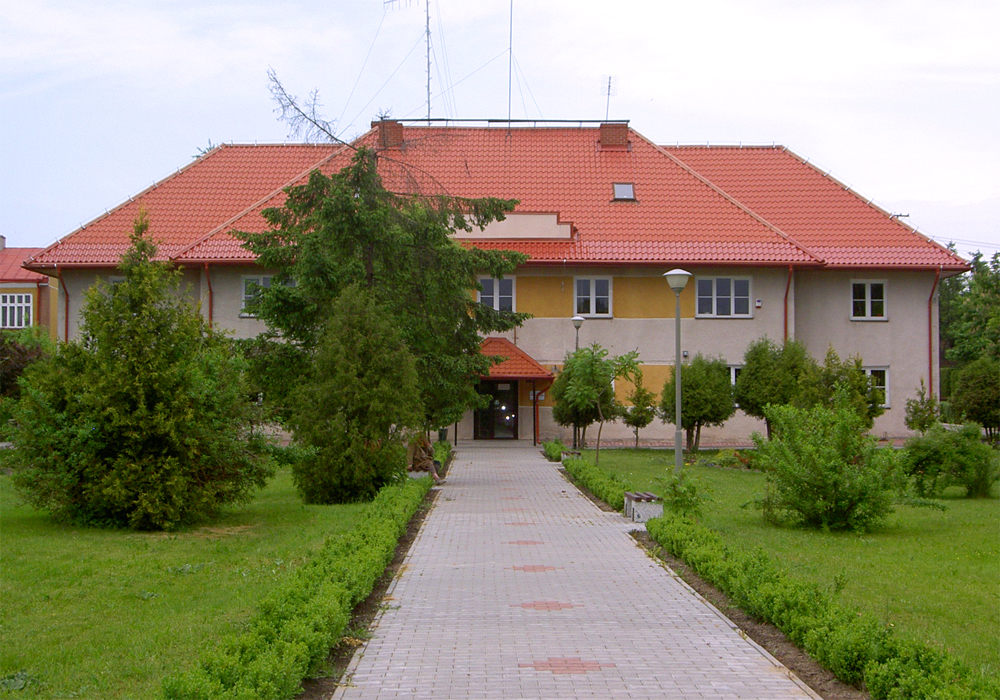
Urząd Gminy Turobin

De gemeente Turobin is een landgemeente in het Poolse woiwodschap Lublin, in powiat Biłgorajski.
De zetel van de gemeente is in Turobin.
Op 31 december 2006 gminę zamieszkiwały 6.884 inwoners.

## Oppervlakte gegevens
In 2002 bedroeg de totale oppervlakte van gemeente Turobin 162,02 km², waarvan:
- agrarisch gebied: 76%
- bossen: 19%

De gemeente beslaat 9,66% van de totale oppervlakte van de powiat.

## Demografie
Stand op 30 juni 2004:
| Omschrijving                   | Totaal | Totaal | Vrouwen | Vrouwen | Mannen | Mannen |
| ------------------------------ | ------ | ------ | ------- | ------- | ------ | ------ |
| eenheid                        | aantal | %      | aantal  | %       | aantal | %      |
| inwoners                       | 7095   | 100    | 3653    | 51,5    | 3442   | 48,5   |
| bevolkingsdichtheid (inw./km²) | 43,8   | 43,8   | 22,5    | 22,5    | 21,2   | 21,2   |

In 2002 bedroeg het gemiddelde inkomen per inwoner 1052,87 zł.

## Administratieve plaatsen (sołectwo)
Czernięcin Główny, Czernięcin Poduchowny, Elizówka, Gródki (sołectwa: Gródki Drugie en Gródki Pierwsze), Guzówka-Kolonia, Huta Turobińska, Nowa Wieś, Olszanka, Przedmieście Szczebrzeszyńskie, Rokitów, Tarnawa Duża, Tarnawa-Kolonia, Tarnawa Mała, Tokary, Turobin, Wólka Czernięcińska, Zabłocie, Zagroble, Załawcze, Żabno, Żabno-Kolonia, Żurawie.
Zonder de status sołectwo : Gaj Czernięciński, Polesiska.

## Aangrenzende gemeenten
Chrzanów, Goraj, Radecznica, Rudnik, Sułów, Wysokie, Zakrzew, Żółkiewka